# Rezonville-Vionville
Rezonville-Vionville község Franciaország Grand Est régiójában, Moselle megyében. Új községként 2019. január 1-jén jött létre Rezonville és Vionville korábbi község egyesítésével.

## Népesség
| Lakosok száma | 503  | 500  | 496  | 494  | 495  | 506  |
|               | 2017 | 2018 | 2019 | 2020 | 2021 | 2022 |